# Architektura renesansu we Włoszech
Włoskiej mentalności nigdy tak naprawdę nie odpowiadała architektura gotycka. Stąd włoskie budowle też tak znacznie różniły się od dzieł powstających we Francji i Niemczech. Z chwilą pojawienia się nowych prądów w nauce, kulturze i obyczajach, artyści włoscy dość szybko odeszli od kanonów poprzedniej epoki a okres przejściowy pomiędzy gotykiem a renesansem (protorenesans) był stosunkowo krótki a jednym z niezbyt licznych przykładów zabytków tego okresu jest kościół San Miniato we Florencji, w mieście, w którym narodziła się sztuka renesansu.
Architektura renesansu we Włoszech to prawie dwa wieki historii, podczas której przechodziła różne fazy. Zwyczajowo okres ten dzieli się na trzy etapy:
- wczesny – od około 1420 r. do ok. 1500

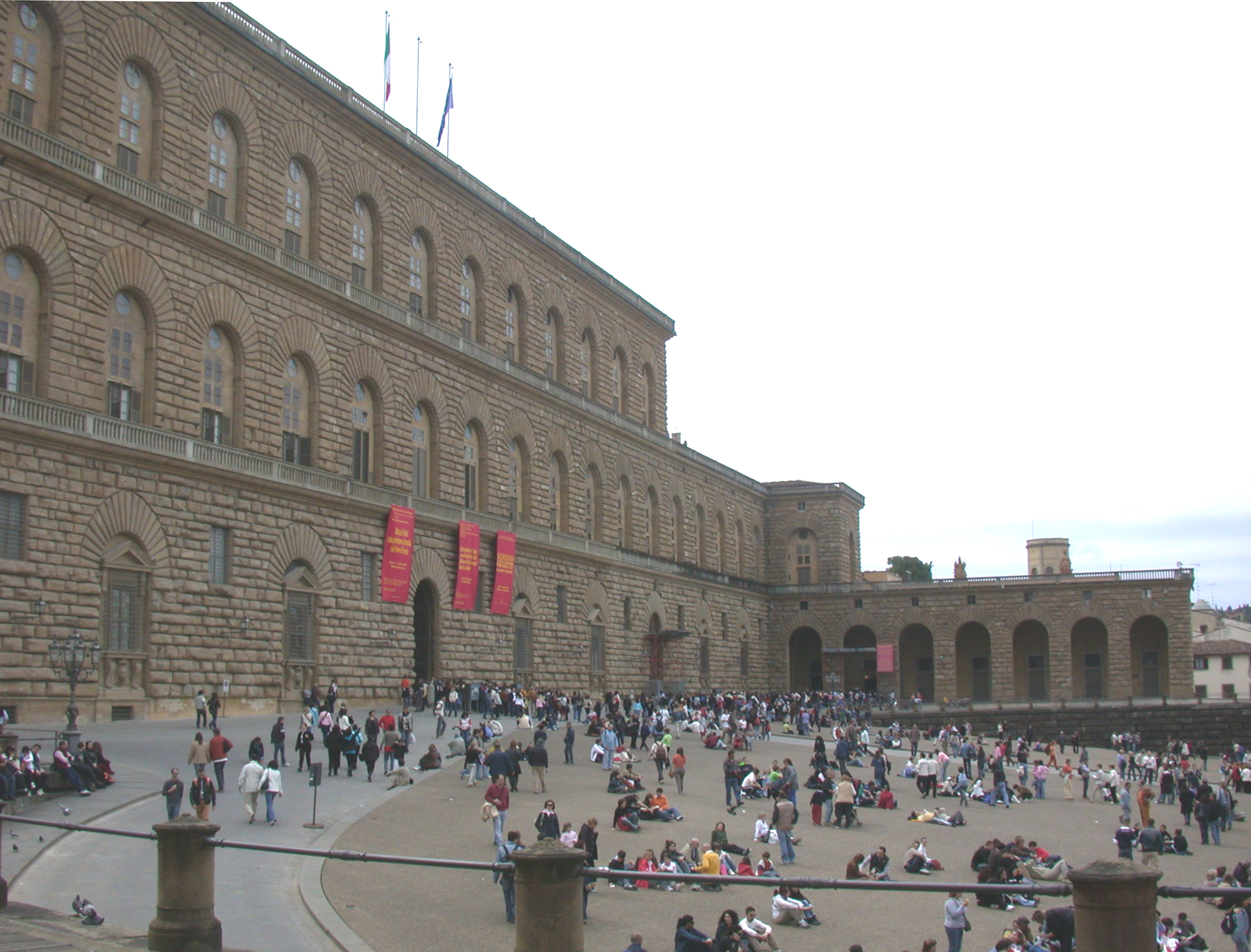
Palazzo Pitti we Florencji

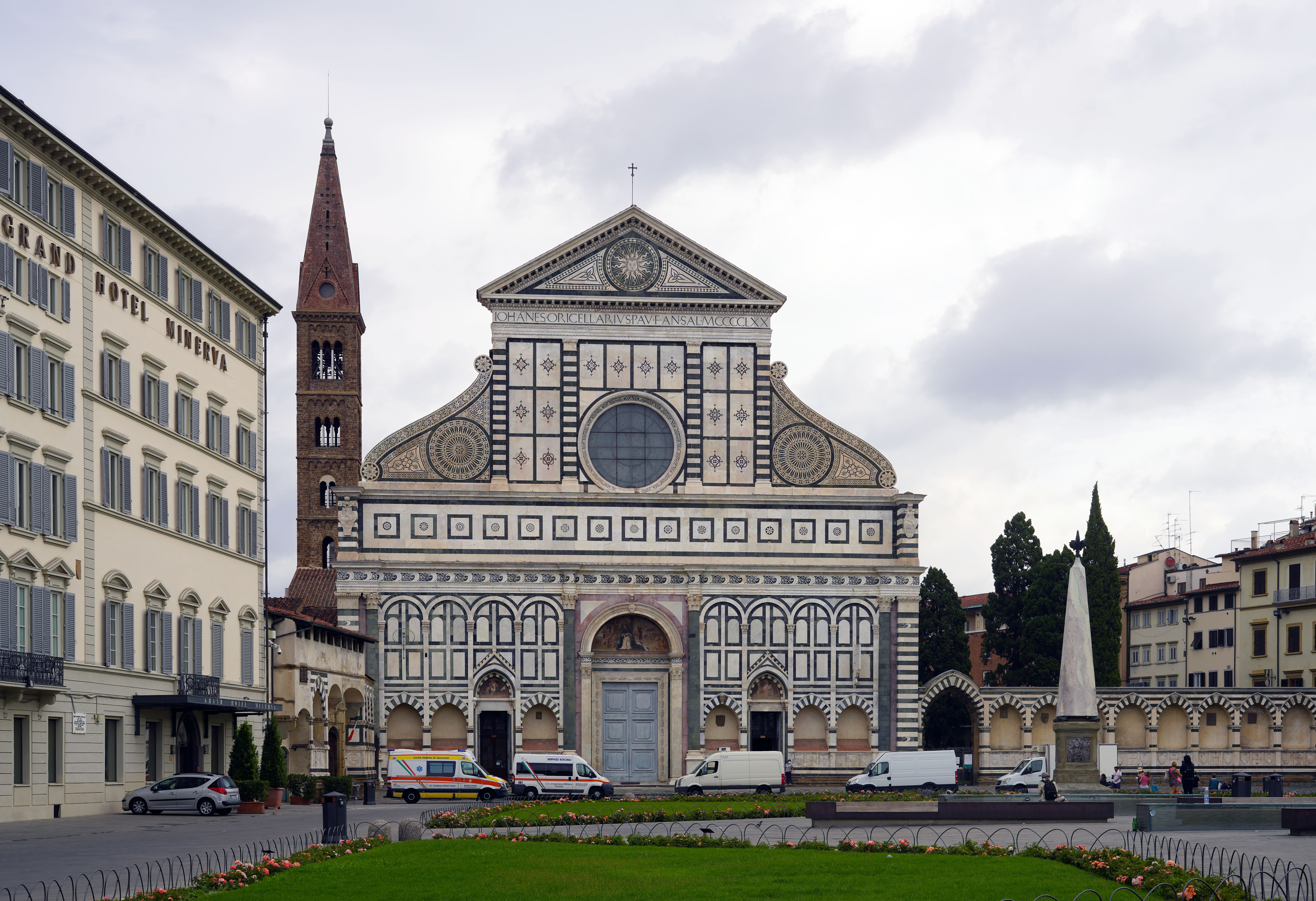
Fasada kościoła Santa Maria Novella

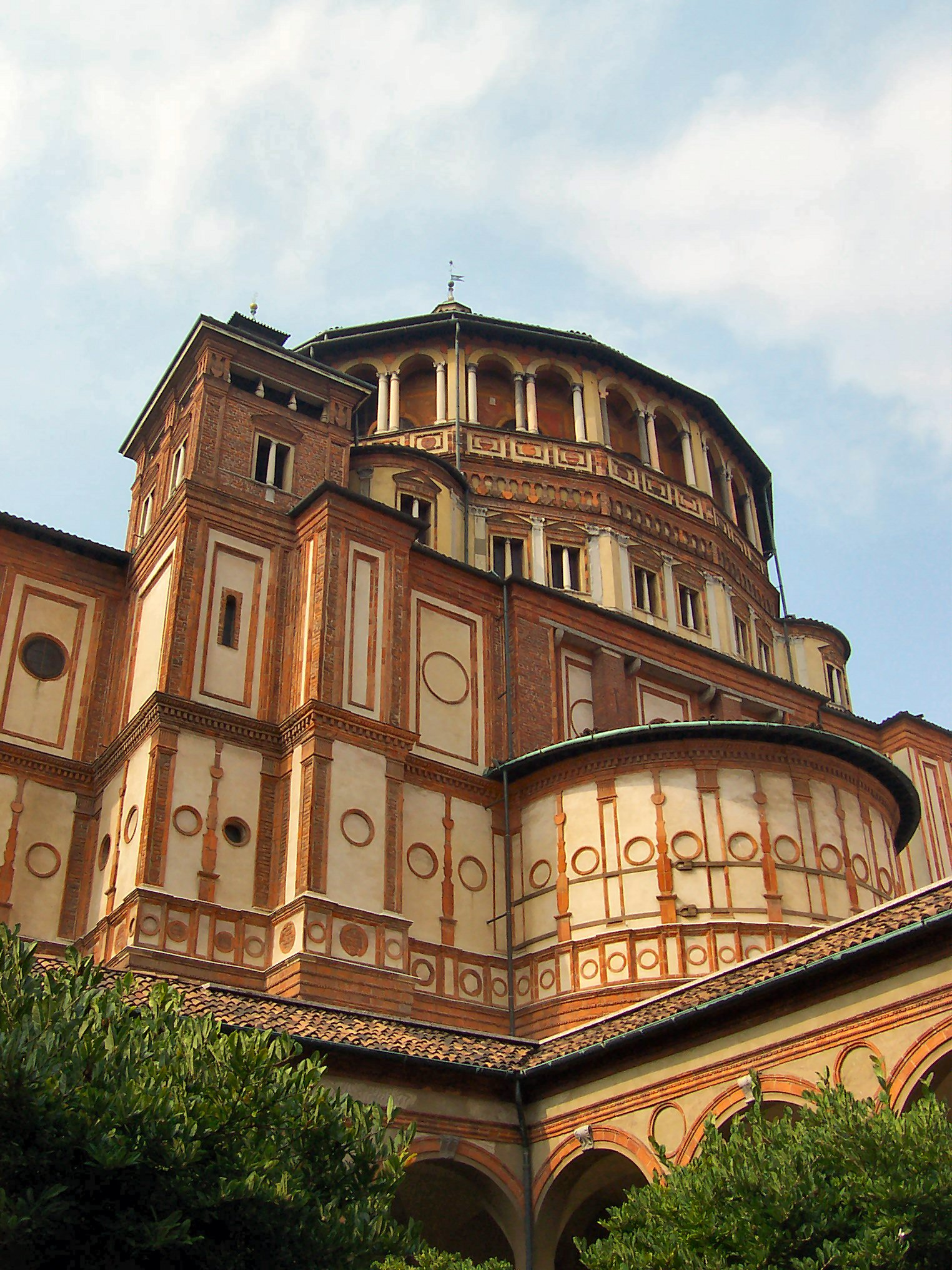
Rotunda kościoła S. Maria delle Grazie w Mediolanie

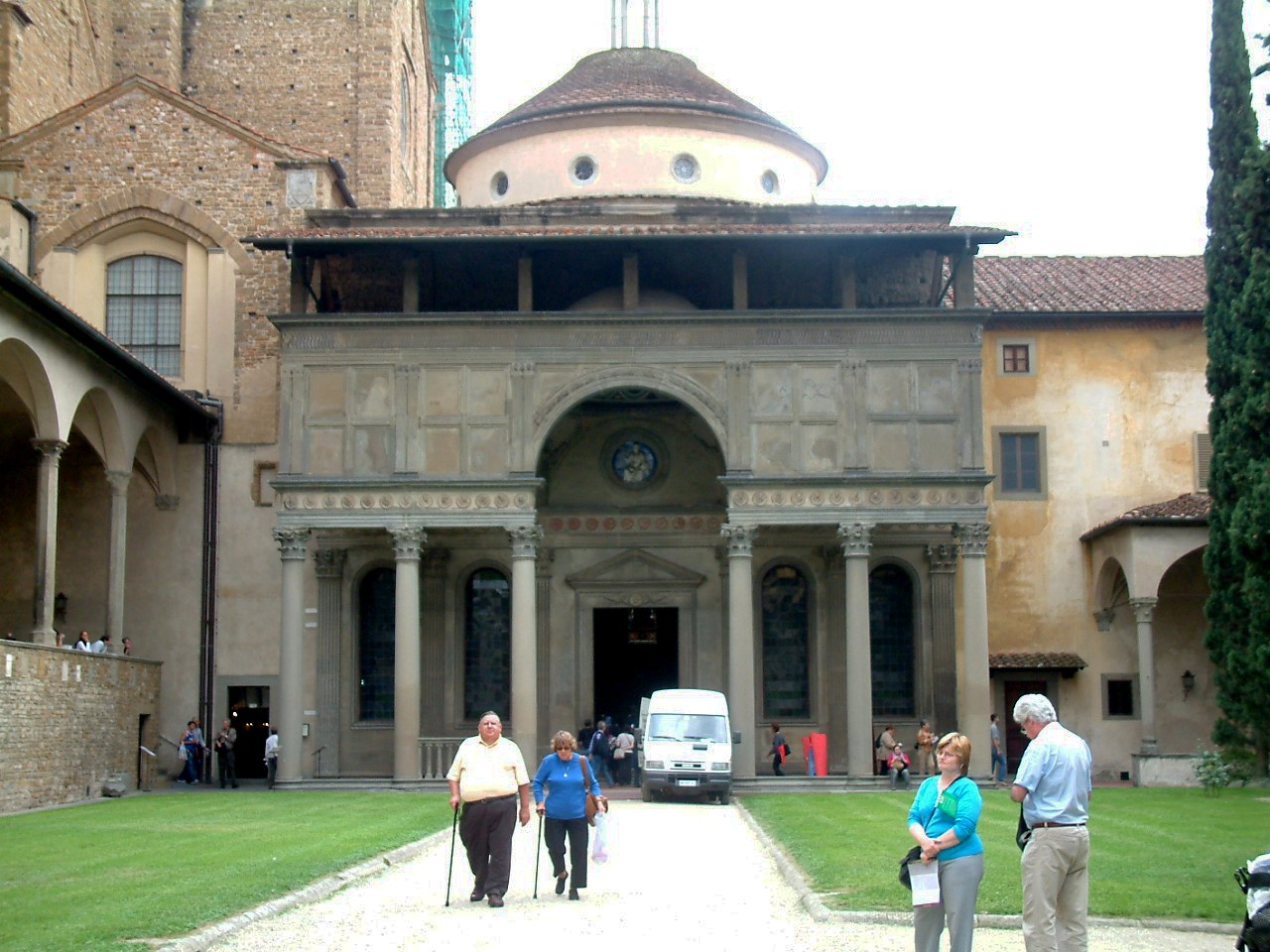
Kaplica Pazzich

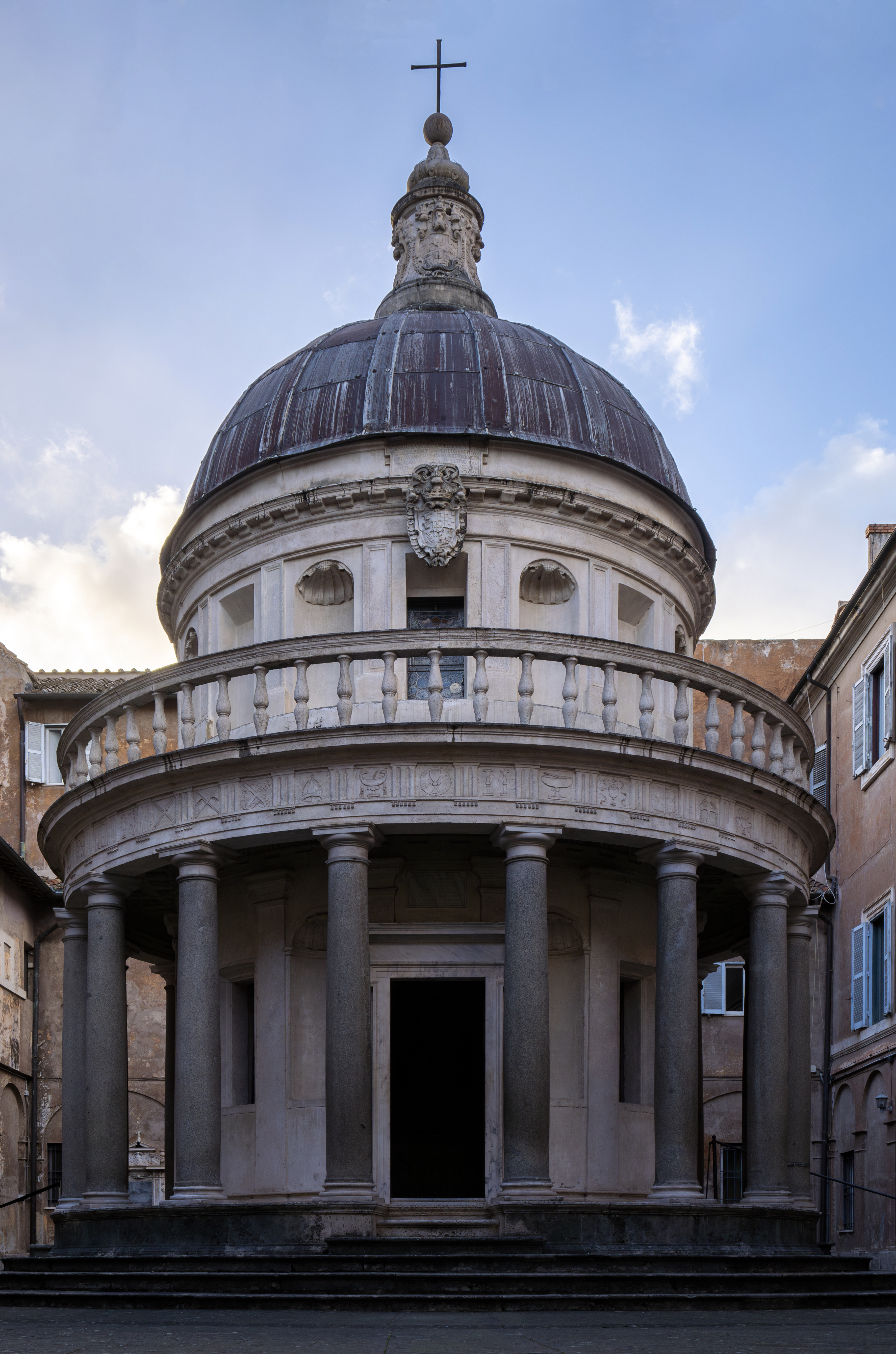
Tempietto w Rzymie

D. Bramante, projekt bazyliki św. Piotra w Rzymie

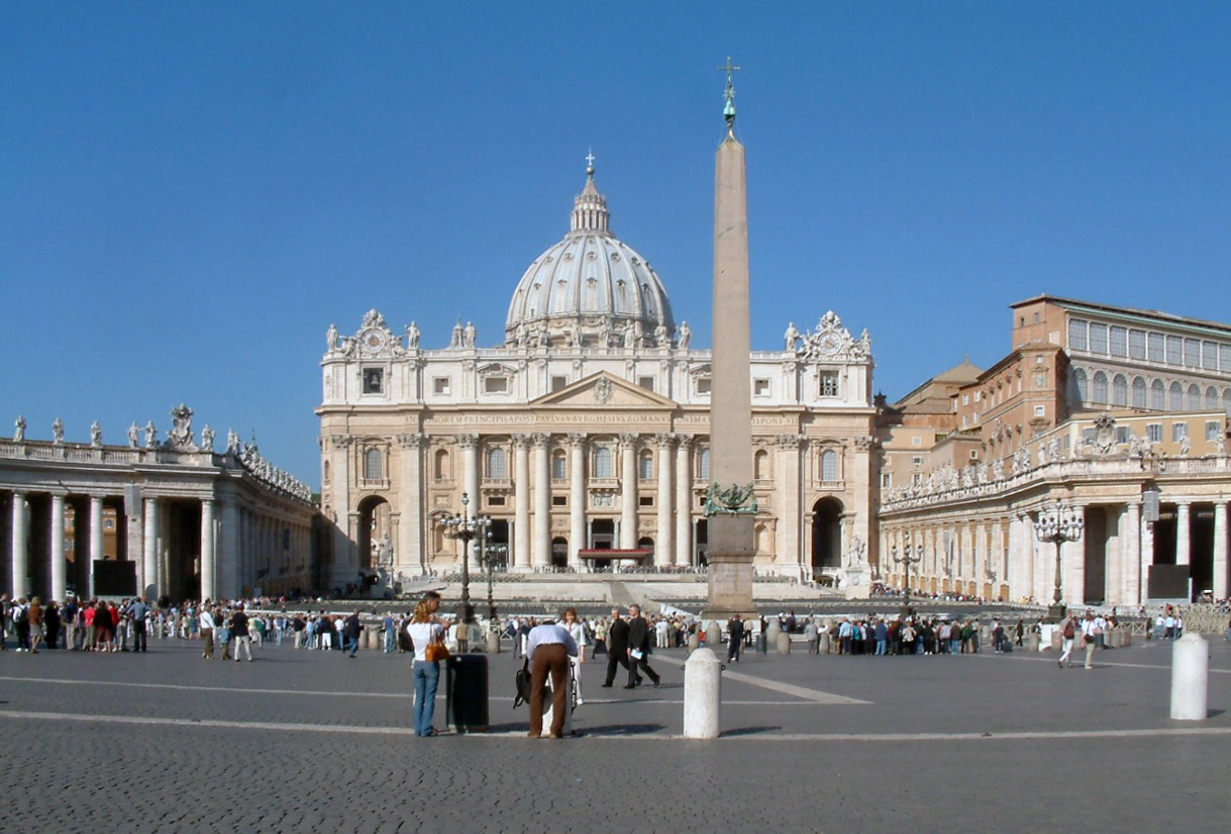
Bazylika św. Piotra

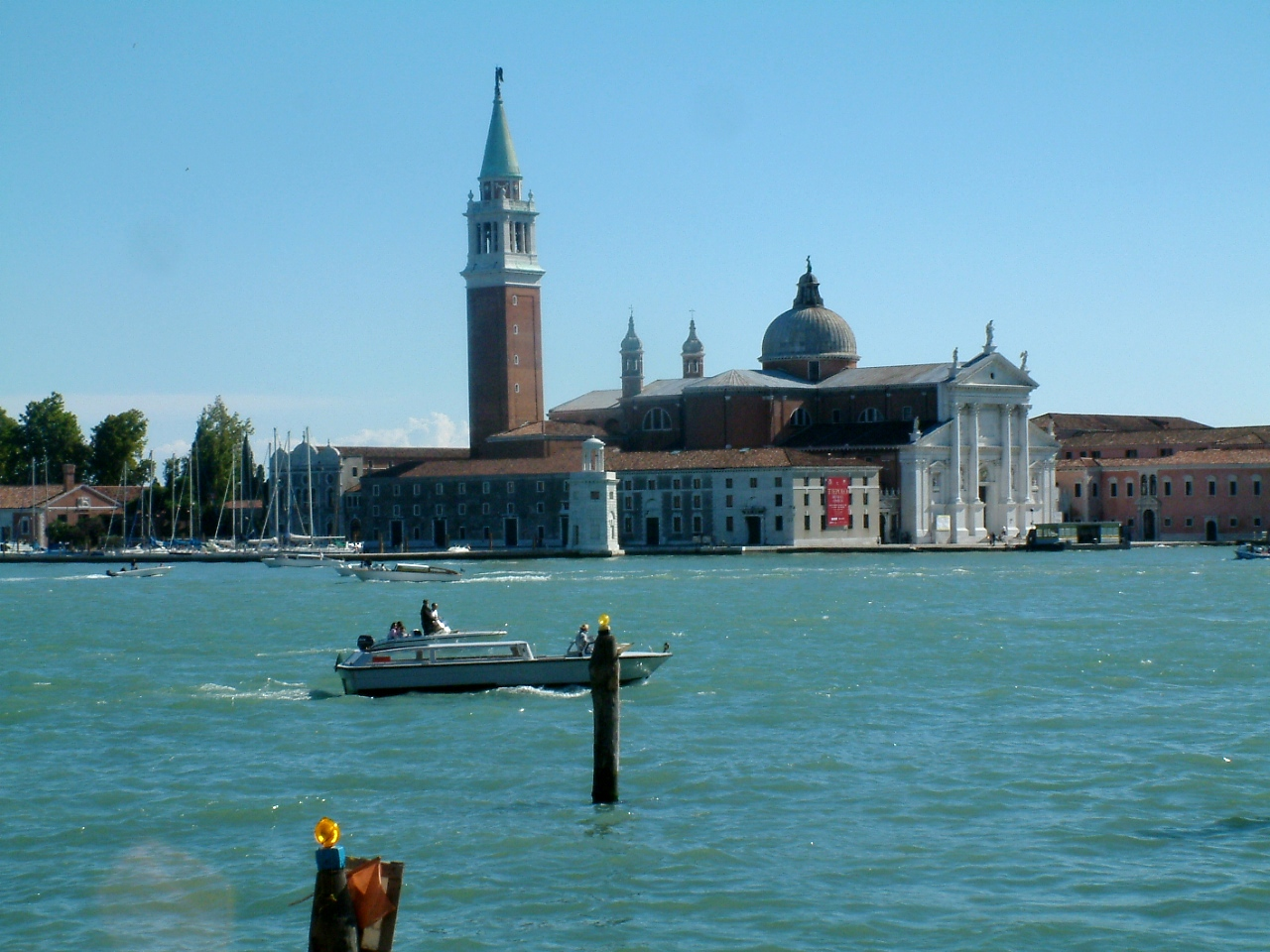
Kościół San Giorgo Maggiore - widok z molo przy Pałacu Dozów

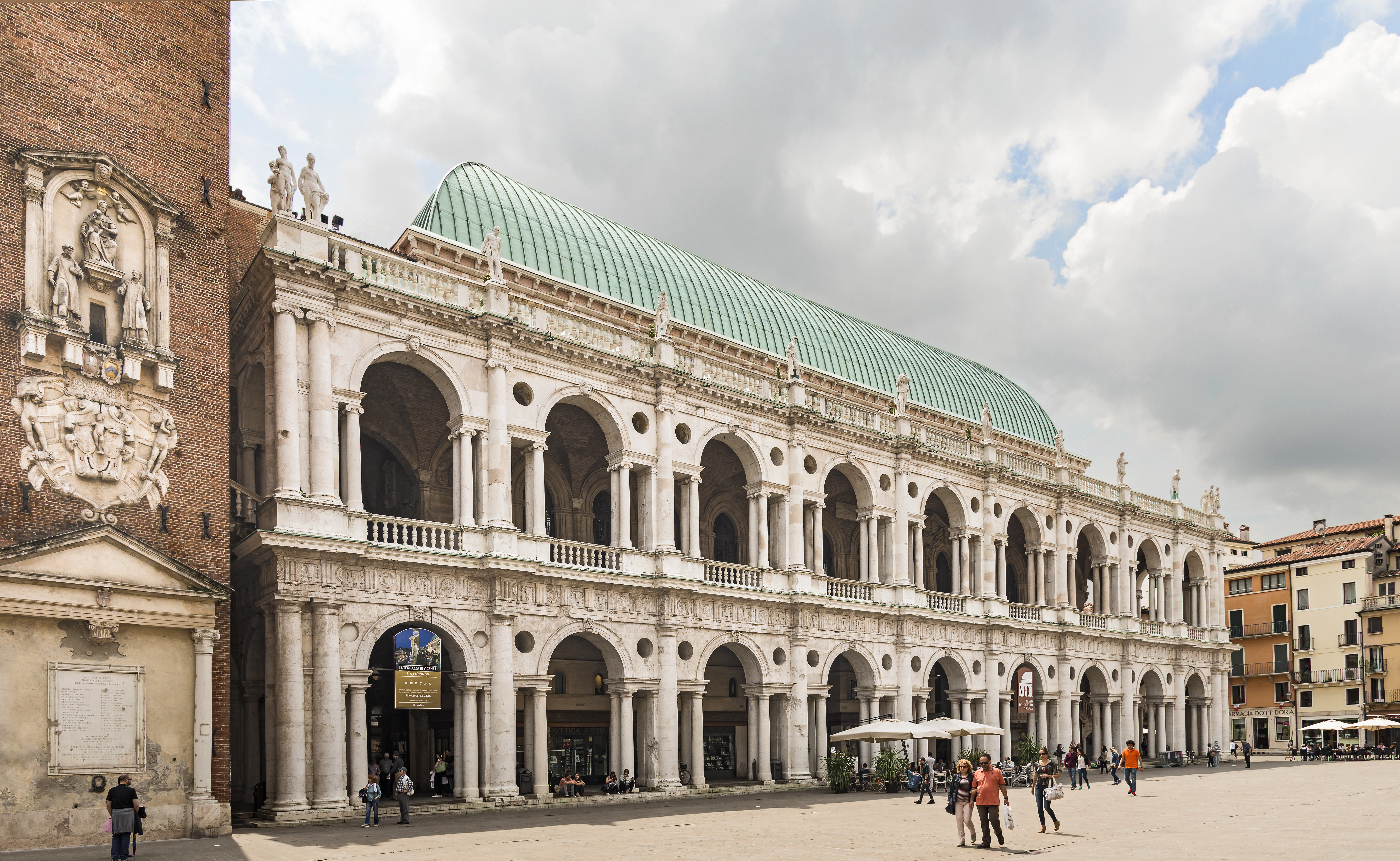
Bazylika w Vinzenzy

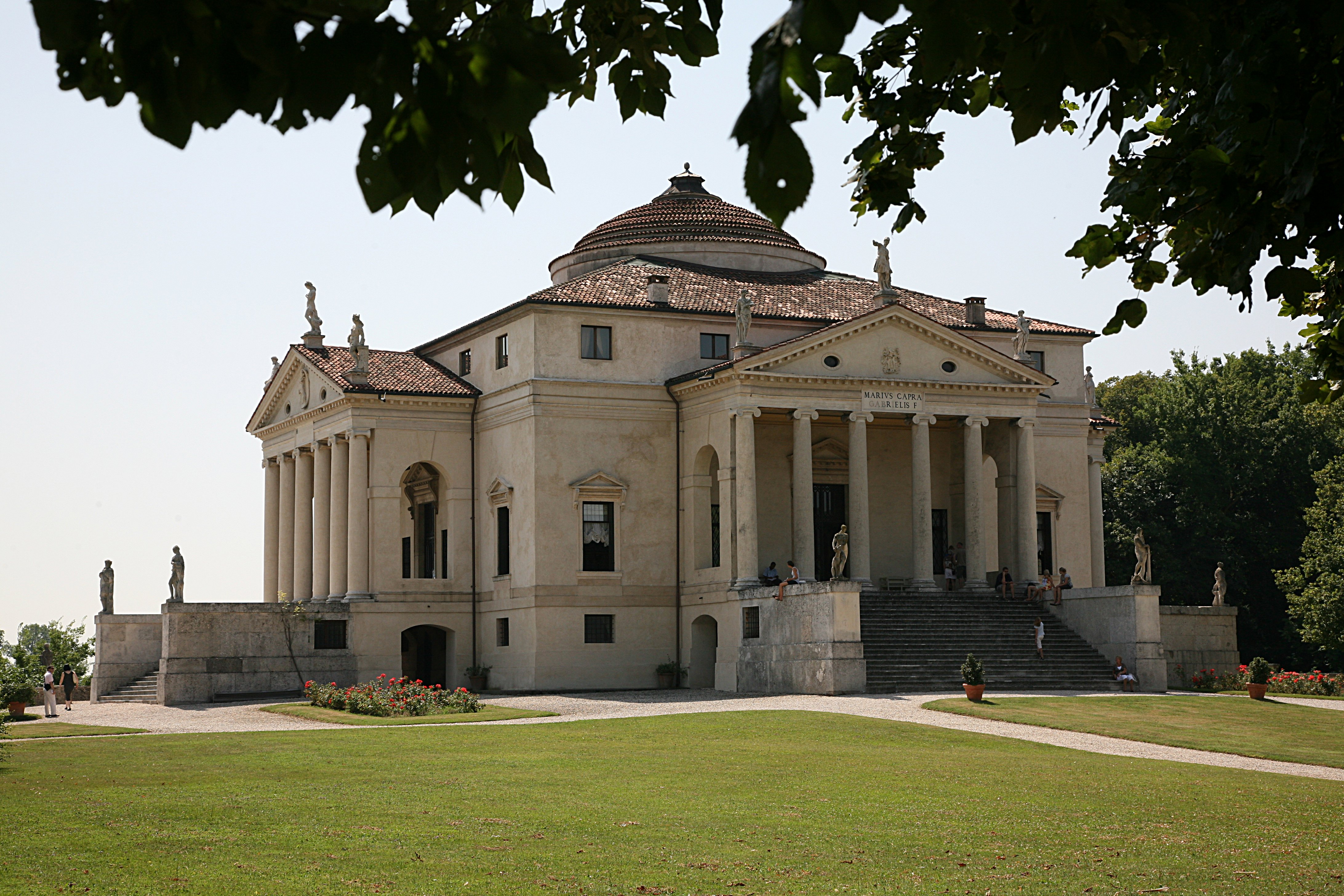
Villa Capra

- rozkwitu – do ok. 1540
- późny – do ok. 1580.

## Wczesny renesans
Renesans korzystając z doświadczeń i rozwiązań konstrukcyjnych dopracowanych w średniowieczu rozwija własną formę i kompozycję dzieł architektonicznych. Włoscy artyści zawsze preferowali harmonię, spokojny rytm i proste, jednoznaczne rozwiązania zarówno bryły jak i wnętrza. W ich projektach często, także w gotyku, pojawiały się detale znane w starożytności. Zatem nie powinno nikogo dziwić, że właśnie Półwysep Apeniński, a ściślej Toskania stała się kolebką renesansu. Architektura renesansu to nadal budownictwo sakralne o wnętrzach rozjaśnionych światłem wpadającym przez znacznie większe niż w okresie gotyku otwory okienne, tym jaśniejsze, że w oknach już nie montowano witraży. Układ bryły niewiele różni się od znanych wzorów a urozmaiceniem są stosowane często rozwiązania centralne. Wnętrza już nie tak strzeliste nadal przykrywane są sklepieniami, kopułami lub drewnianymi stropami. Znacznie większe ożywienie widoczne jest w architekturze świeckiej. Powstaje wiele budowli mieszkalnych: pałaców, rezydencji w miastach i poza jego murami oraz budynków użyteczności publicznej. Budowle tracą swój obronny charakter a ich wnętrza kryją pomieszczenia znaczne większe i jaśniejsze niż w średniowieczu. Posługiwanie się kompozycją i detalem znanym w starożytności nie polega jednak na prostym naśladownictwie. Znane schematy służą jako podstawa do tworzenia własnych, przemyślanych rozwiązań. Podobnie detale architektoniczne tylko w ogólnym zarysie przypominają zachowane zdobienia. Tak zostaje potraktowana np. głowica koryncka, która przetworzona twórczo stała się motywem często spotykanym we Florencji (tzw. głowica florencka). Podobnie traktowane są inne zdobienia rzeźbiarskie, o znacznie delikatniejszym niż starożytności rysunku. Tematycznie nawiązując do detali starożytnych, złożone z przeplatających się form roślinnych, zwierzęcych tworzą fantazyjne detale wypełniające płaszczyzny.
W XV wieku, inaczej niż w średniowieczu, artyści przestali być anonimowi. Oprócz zachowanych zabytków do naszych czasów przetrwały często szczegółowe informacje o ich twórcach, szkołach i warsztatach, w których powstały. Zatem, począwszy od renesansu, omawiając style architektoniczne nawiązuje się do budowniczych i na przykładach ich dzieł analizuje się ich rozwój. Mówiąc o początkach renesansu, jako pierwszego twórcę wymienia się urodzonego we Florencji Filippo Brunelleschiego. Ten architekt i rzeźbiarz zaprojektował i zbudował Szpital Niewiniątek (Spedale degli Innocenti) w 1419 r. Doceniając jego kunszt powierzono jemu dokończenie budowy florenckiej Katedry Santa Maria del Fiore. Brunelleschi do korpusu bazyliki dobudował od strony wschodniej prezbiterium zaprojektowane na planie ośmioboku, które przykrył ośmiobocznym, dwupowłokowym sklepieniem zwieńczonym latarnią. Ta skomplikowana konstrukcja zrealizowana w latach 1420-1434, doskonale zharmonizowana z gotycką architekturą Arnolda di Cambio została uznana za pierwszą dzieło nowej epoki. Kolejne dwie budowle zaprojektowane przez Brunelleschi to kościół św. Wawrzyńca (San Lorenzo) i bazylika św. Ducha (San Spirito). Pierwszy z nich to trójnawowa bazylika zaprojektowana na planie krzyża łacińskiego z kasetonowym stropem nad nawą główną i żaglastymi sklepieniami nad przęsłami naw bocznych. Nad przecięciem naw wznosi się wsparta na pendentywach kopuła przykryta z zewnątrz piramidalnym dachem. Do ramion nawy poprzecznej przylegają dwie zakrystie: od strony południowej, zbudowana przez Brunelleschiego i od strony północnej, dzieło Michała Anioła. Budowę kościoła św. Ducha Brunelleschi rozpoczął w 1436 r. W tej trójnawowej bazylice nawa boczna okalająca nawę główną i poprzeczną otrzymała sklepienia żagielkowe, nawa środkowa została przykryta stropem a nad jej skrzyżowaniem z nawą poprzeczną Brunelleschi zaprojektował kopułę wspartą na żaglach i niskim bębnie. Kopuła została skonstruowana z 12 korytek (podobnie jak zakrystia w kościele św. Wawrzyńca, lecz tam budowniczy powłokę kopuły podzielił na 16 części). Korytka przechodzą łagodnie w ściany bębna, w której umieszczono okrągłe okienka pod każdym z korytek.
Do znanych budowli zaprojektowanych przez Filippo Brunelleschiego należą także: kaplica rodu Pazzich przy kościele Santa Croce, której budowę rozpoczęto w 1430 oraz Palazzo Pitti. Pałac budowano od 1440 r. do XVII wieku. W efekcie powstało dzieło znacznie odbiegające od pierwotnych założeń.
We Florencji działali także Leone Battista Alberti i Michelozzo. Pierwszym, znanym projektem Alberiego jest wczesnorenesansowy pałac Rucellaich, w elewacji którego po raz pierwszy zostały wprowadzone pilastry na tle boniowanej ściany. Zastosowany porządek spiętrzony i rozdzielenie poszczególnych kondygnacji gzymsami komponuje elewację o mniej rustykalnym charakterze. W latach 1456–1470, pod kierunkiem Albertiego, została przebudowana gotycka fasada kościoła Santa Maria Novella, w której po raz pierwszy zastosował dwie duże woluty, łagodnie łączące fasadę nawy głównej ze znacznie niższymi ścianami fasadowymi naw bocznych. Rozwiązanie to (tzw. esownice Albertiego) było często stosowane zarówno w okresie renesansu jak i baroku. Wśród prac Micelozza di Bartolommeo wyróżniają się: zakrystia kościoła Santa Croce i pałac Medyceuszów (Palazzo Medici-Riccardi), w elewacji którego zastosował stopniowanie boniowania – na parterze rustyka, wyżej gładkie boniowanie o ostro zarysowanych krawędziach markowanych spoin a na drugim piętrze bonie o ledwie widocznych podziałach.
Z Florencji nowe prądy w architekturze zostają przeniesione do Mediolanu. Pierwsze renesansowe elementy pojawiają się w Ospendale Maggiore, w którym przyścienne archiwolty wsparte zostały na korynckiej kolumnadzie (dzieło Antonio Filarete Averulino). Swój ślad w Mediolanie pozostawił także Michelozzo, który zaprojektował w 1456 przykrytą kopułą kaplicę Portinari przy kościele Sant’Eustorgio. Jednak najwybitniejsze budowle tego okresu w Mediolanie zostały zaprojektowane przez Donato Bramante. W 1470 r. zaprojektował nawę poprzeczną z kopułę nad skrzyżowaniem naw w kościele San Satiro oraz zakrystię przykrytą wspaniałym sklepieniem klasztornym na planie ośmiokąta. W latach 1492–1499 Bramante dokończył budowę gotyckiego kościoła Santa Maria delle Grazie. Jego dziełem jest prezbiterium i poprzedzający je krótki transept zakończony półkolistymi absydami przykrytymi półkopułami. Nad kwadratowym skrzyżowaniem umieścił kopułę wspartą na żaglach i niewysokim bębnie. Prezbiterium zakończone absydą otrzymało sklepienie żaglaste.
Rzym pierwsze budowle renesansowe zawdzięcza działalności Giacomo di Pietrasanta, który pracował przy rozbudowie papieskiego pałacu na Watykanie oraz zaprojektował kościół św. Antoniego (kopuła tego kościoła jest pierwszą tego typu konstrukcją zrealizowaną w okresie renesansu w Rzymie). Palazzo Cancellaria oraz kościół San Lorenzo in Damaso to najprawdopodobniej dzieła Albertiego.
W Wenecji dopiero pod koniec XV wieku, po przybyciu Pietra Lombardo i jego synów, Antonio i Tulio, pojawiają się pierwsze budowle renesansowe w swojej formie znacznie odbiegające od florenckich wzorów. W latach 1481–1509 Pietro zbudował pałac Verdramin-Calegri. Jego fasada nawiązywała do innych pałaców weneckich. Urozmaicają ją balkony i loggia wejściowa tworząc lekką i ażurową całość, zupełnie inaczej niż w architekturze florenckiej. W pałacach powszechnie projektowane są stropy kasetonowe, których belkowania konstrukcyjne z czasem zostają ukryte wewnątrz, a sufit zdobią ozdobne belkowania dzielące płaszczyznę sufitu na często nieregularne pola zdobione bogatymi malowidłami. Pałac Dożów w latach 1484–1549 został rozbudowany przez dodanie wschodniego skrzydła zamykającego duży dziedziniec. Prace te były prowadzone początkowo przez Antonio Rizzio i dokończone przez Pietra Lombardo. Krużganki umieszczone na dwóch dolnych kondygnacjach otaczające dziedziniec otrzymały bogate, renesansowe zdobienia. Na piętrze widoczna jest ostrołukowa arkada wsparta na podwójnych, renesansowych kolumnach. Dziełem Pitero Lombardo jest także niewielki, jednonawowy kościół Santa Maria dei Miracoli zbudowany około roku 1480.
W Faenzy znajduje się renesansowa katedra zbudowana w latach 1474–1515. Jedna z największych budowli w północnych Włoszech, Katedra w Pawii, to również przykład architektury wczesnego renesansu.

## Rozkwit renesansu
Umacniająca się rola kościoła i liczne zamówienia ze strony papieży: Sykstusa IV, Aleksandra VI a przede wszystkim Juliusza II ściągają do Rzymu znanych artystów i architektów. Zatem od ok. 1500 r. to Rzym staje się centrum rozwoju renesansu, który wkracza we Włoszech w swój "złoty okres". W architekturze coraz silniejsze stają się dążenia do monumentalizmu w formie i naśladownictwa wzorów antycznych, które przestaje traktować się w sposób dość dowolny. Przestrzeganie klasycznych porządków, ścisłe wzorowanie się na zachowanych detalach a nawet przestrzeganie np. rozstawu kolumn powoduje między innymi odejście od wczesnorenesansowych rozwiązań, Już nie spotyka się archiwolty opartej wprost na głowicach kolumn (teraz wspiera się ona na filarach za pośrednictwem imposty. Rozwiązania architektoniczne portali wzorowane są na zachowanych łukach triumfalnych a obramowania okien ujęte parą kolumn, zwieńczone belkowaniem i tympanonem, podkreślone gzymsem przypominają niewielkie domki nazywane aedicula.
W 1499 do Rzymu przybywa Bramante i buduje niewielką kaplicę – Tempietto na dziedzińcu klasztoru San Pietro in Montorio na Zatybrzu. Zaprojektowana na planie kolistego peripterosu budowla zaowocowała papieskimi zleceniami na rozbudowę watykańskiego pałacu i (w 1505 r.) przebudowę bazyliki św. Piotra. Projekt Bramantego zakładał budowę kościoła rozplanowaną na planie krzyża greckiego z przykryciem pięcioma kopułami – centralną i czterema umieszczonymi pomiędzy ramionami krzyża. Na przedłużeniu osi symetrii poprowadzonych pomiędzy ramionami krzyża Bramante rozmieścił cztery narożne kaplice na planie ośmioboków zwieńczone wieżami. Realizację rozpoczętej budowy przerwała (w 1514 r.) śmierć Bramantego. O kontynuację dzieła zabiegali liczni artyści, z których najbardziej znani to: Rafael Santi, Antonio da Sangallo, Baldassare Peruzzi. Każdy z nich próbował forsować swoje koncepcje zmieniające pierwotny projekt. Dopiero, gdy w 1547 r. zlecenie otrzymał Michał Anioł Buonarroti podjęto prace na większą skalę. Michał Anioł tylko nieco uprościł projekt Bramantego (przede wszystkim zrezygnował z realizacji ośmiobocznych kaplic, skrócił i zwęził ramiona krzyża greckiego). Po wzmocnieniu konstrukcji pod powiększoną centralną kopułą, rozpoczął budowę bębna. Śmierć mistrza tym razem nie przerwała budowy. Kopułę zgodnie z projektem Michała Anioła dokończyli Jacopo Barozzi da Vignola i po nim Giacomo della Porta.
Dzieła Bramantego, w których wyraźnie widoczne są elementy klasyczne podkreślające ich monumentalizm rozpoczęły drugi etap włoskiego renesansu. Ale już twórczość Michała Anioła zmierza w kierunku układów bardziej dynamicznych zwiastuje nową formę renesansu, tzw. renesans dekoracyjny. Stosowane przez niego rozwiązania podkreślające poprzez zastosowane kontrasty dynamikę układu. Wnętrza o ścianach zaakcentowanych wielostopniowymi pilastrami i gzymsami oświetlone zostają światłem, które tworzy malowniczą scenerię podkreśloną wydobytym tymi środkami światłocieniem. Michał Anioł jako pierwszy na taką skalę i w taki sposób świadomie ukształtował wnętrze bazyliki św. Piotra. W podobny sposób zostało ukształtowane wnętrze Biblioteki Laurenziana i kaplicy Medyceuszów we Florencji. Ściany poprzedzielane licznymi kolumnami, ślepymi oknami zwieńczonymi tympanonami, pilastry i zacienione nisze, dwa kontrastujące kolory zastosowanych materiałów tworzą układ sprawiający wrażenie nieustannego ruchu. Michał Anioł dał się także poznać jako urbanista. Plac Kapitoliński rozwiązany na planie trapezu z pomnikiem Marka Aureliusza otrzymał długie schody zabezpieczone balustradą łagodnie podchodzące na wzgórze.
Inne znane dzieła tego okresu to:
- Pałac Farnese, zaprojektowany w 1534 przez Antonio da Sangallo. Budowa była kontynuowana przez Michała Anioła i dokończona przez Giacomo della Porta
- Willa Madama na Zatybrzu, zbudowana przez Gliulia Romano według projektu Rafaela Santi
- Pałacyk Pandolfini we Florencji, projekt Rafaela Santi
- Pałac Benivilacqua w Weronie oraz pałac Grimami w Wenecji Michela Sanmicheli noszące już wiele cech manieryzmu
- Biblioteka św. Marka (Libreria Marciana, Liberia Vecchia) Sansovina w Wenecji

## Późny renesans
Od około 1540 r. następuje pewnego rodzaju dwutorowość w podejściu do architektury. Z jednej strony wznoszone są budowle w stylu dekoracyjnym, zapoczątkowanym przez Michała Anioła, o bogatej, rozczłonkowanej bryle i wnętrzu, z drugiej budowle w stylu klasycznym, o tradycyjnej kompozycji z rzeźbiarskimi detalami często podkreślającymi elementy budynku. Różnice pomiędzy stylami nie zawsze są wyraźne, stąd czasem trudno zdecydowanie określić do którego z tych nurtów należy zaliczyć konkretną budowlę.
Giacomo Barozzi da Vignola, uczeń Michała Anioła kontynuował linię stylistyczną zapoczątkowaną przez swojego mistrza. Początkowo samodzielnie kontynuował budowę bazyliki św. Piotra, później otrzymał zamówienie na projekt i budowę rzymskiego kościoła pw. Jezusa (Il Gesù). W latach 1568–1575 powstała prosta, jednonawowa budowla przecięta krótką nawą poprzeczną. Nad nawami Vignola zaprojektował sklepienia kolebkowe a nad ich skrzyżowaniem kopułę wspartą na bębnie i żaglach. Do każdego z czterech przęseł nawy głównej przylegają parami kaplice oddzielone od siebie grubymi ścianami, które podchodząc pod dach kaplic jednocześnie pełnią rolę przypór przejmujących część naprężeń sklepienia nawy. Dobrze rozwiązana akustyka i oświetlenie wnętrza w połączeniu z tradycyjnym, wydłużonym układem kościoła i jednocześnie prostota formy spowodowały upowszechnienie się tego rozwiązania w Europie, nie tylko w przypadku budowli jezuickich. Oczywiście model ten nie był dosłownie kopiowany. Spotykane są rozwiązania, w których zamiast kopuły nad skrzyżowaniem naw umieszczano sklepienia żaglaste, żagielkowe lub krzyżowe a nad kaplicami dodatkowo wprowadzano empory. Budowę kościoła ukończono w latach późniejszych, stąd fasada i wystrój wnętrza należą już do baroku.
W latach 1547–1559 Vignola zbudował pałac Caprarola dla możnego rodu Farnese. Ta rezydencja, położona niedaleko Rzymu została zaprojektowana na planie pięcioboku z kolistym, wewnętrznym dziedzińcem. Jej zewnętrzny obrys nawiązuje do budowanych w tym czasie bastionów podkreślając obronny charakter pałacu. Nie tylko planowanie i realizacja projektów zajmowała Vignolę. Jako teoretyk pozostawił po sobie dzieło "Reguła pięciu porządków architektury" (Regola delle cinque ordini d'aerchitekttura), wydane w 1560 r., które stało było przez szereg lat podstawowym podręcznikiem traktującym o poszczególnych porządkach.
We Florencji w tym okresie działali mistrzowie preferujący mocno umiarkowany styl dekoracyjny. Znane dzieła to:
- ogrodowa część Pałacu Pittich Bartolommeo Ammanati, który wprowadził tzw. "zbrojone" półkolumny (o trzonach rytmicznie, poprzecznie pogrubionych),
- Pałac degli Uffizi Giorgio Vasari.

Najważniejszym przedstawicielem kierunku klasycznego był Andrea Palladio, autor dzieła "Cztery księgi o architekturze" (Il quattro libri dell'architettura) z 1578 r. i twórca nowej szkoły tzw. palladianizmu, często postrzeganego jako przeciwwagę dla baroku. Dzieła Palladio cechuje harmonijność oparta na symetrii, spokojnym rytmie i ostrożnym operowaniu dekoracją opartą na klasycznym detalu. W wielu elewacjach projektuje półkolumny poprowadzone przez całą wysokość elewacji (wielki porządek wprowadzony do architektury już przez Albertiego) nadając budowlom monumentalny charakter nawet przy niewielkiej skali obiektu. Palladio działał w Wenecji i Vicenzy. Najbardziej znane budowle to:
- bazylika w Vicenzy, przebudowana z ratusza
- pałace w Vicenzy: Valmarana (1566), Thiene (1556), Barbarano (1570), Capitano (1571), podmiejska Villa Capra (Villa Rotonda)
- Teatr Olimpijski w Vicenzy, zbudowany przez ucznia Andrei Palladia, Vinzenza Scamozziego w 1584, pierwszy stały teatr zbudowany od starożytności,
- kościół San Giorgio Maggiore w Wenecji
- kościół Il Redentore (Odkupiciela) w Wenecji